# Relatório sobre Manufaturas

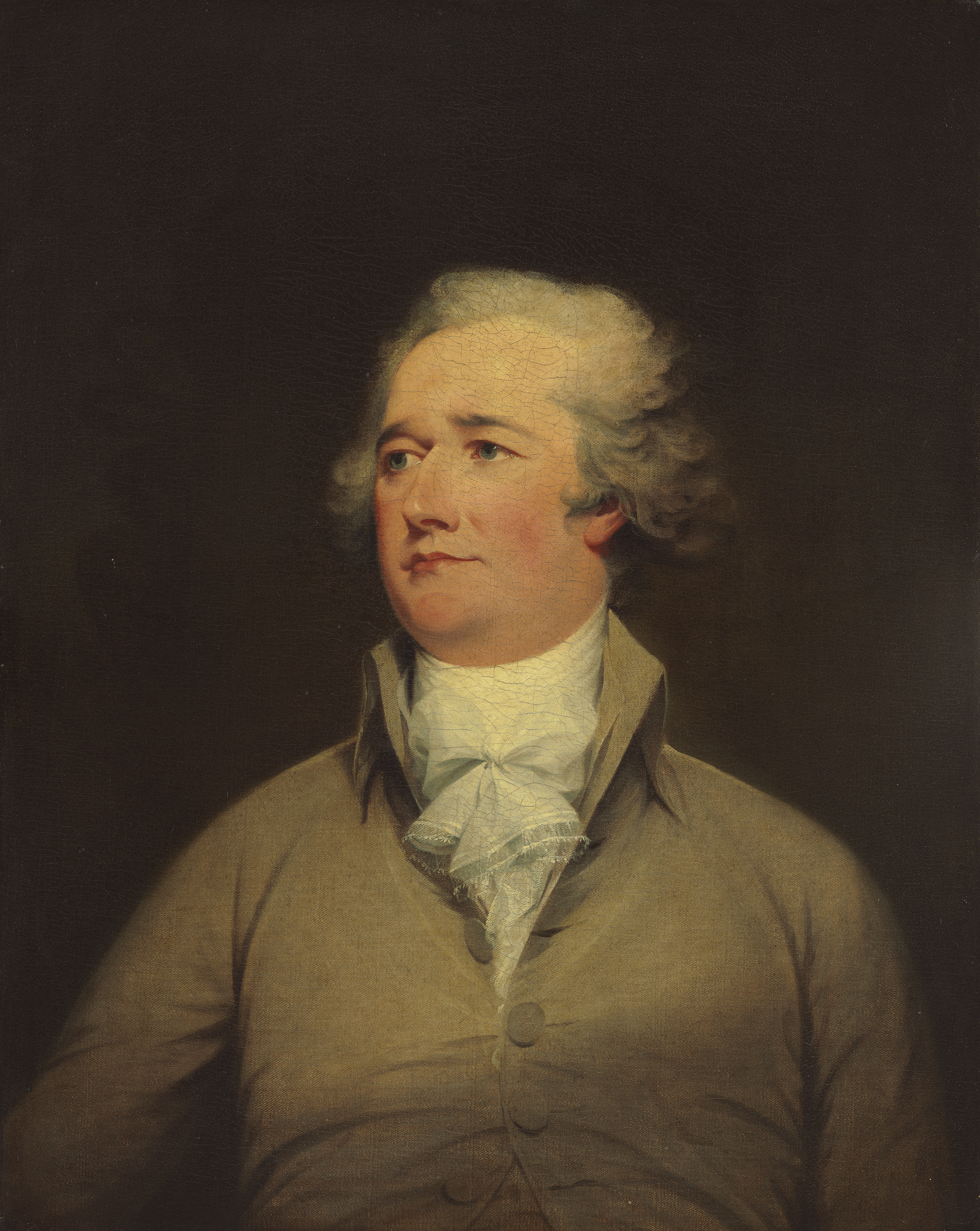
Um retrato de Alexander Hamilton por John Trumbull, 1792.

O Relatório sobre Manufaturas é o terceiro relatório, e a magnum opus, do pai fundador e primeiro secretário do Tesouro dos Estados Unidos,  Alexander Hamilton, apresentado ao Congresso em 5 de dezembro de 1791, recomendando políticas econômicas para estimular a economia dos Estados Unidos e assegurar a sua independência, conquistada em 1783 com a conclusão da Guerra da Independência dos Estados Unidos da América. 
O "Relatório sobre Manufaturas" de Hamilton expunha publicamente princípios econômicos, radicados tanto no sistema mercantilista de Isabel I de Inglaterra como nas práticas de Jean-Baptiste Colbert, da França. As principais idéias do "Relatório" seriam mais tarde incorporadas ao "sistema americano", programa proposto pelo senador Henry Clay, do Kentucky, e seu Partido Whig. Abraham Lincoln, que se chamava a si mesmo de  um "Whig da tarifa de Henry Clay" durante seus anos de juventude, mais tarde faria dos princípios delineados no "Relatório" e aperfeiçoados pelo programa do "sistema americano" de Clay, a pedra angular do nascente  Partido Republicano, juntamente com a oposição à instituição e a à expansão da escravatura.
As idéias de Hamilton formaram a base da escola americana de economia política. 

## Programa econômico
Hamilton argumentava que, para assegurar a independência do país, os Estados Unidos precisavam ter uma sólida política de encorajamento ao crescimento da industrialização e assegurar seu futuro como um traço permanente do sistema econômico da nação. Esses objetivos, ele sustentava que poderiam ser alcançados mediante: prêmios ou subsídios à indústria, regulamentação do comércio com moderadas tarifas alfandegárias, não para desencorajar a importação, mas para levantar receitas para apoiar a industrialização norte-americana mediante subsídios, e outros estímulos governamentais. Essas políticas não apenas promoveriam o crescimento da industrialização, mas também forneceriam diversificadas oportunidades de emprego e promoveriam a imigração para os jovens Estados Unidos, além de expandir as aplicações da tecnologia e da ciência para todos os setores, incluindo a agricultura.

### A tarifa
Hamilton argumentava que tarifas alfandegárias instituídas com moderação levantariam receitas para capitalizar a nação e encorajar a industrialização nacional e o crescimento da economia pela aplicação dos capitais levantados, em parte, para subsídios (chamados prêmios nesta época) aos industriais. Os principais objetivos colimados por Hamilton mediante a tarifa eram::
- proteger a indústria nascente norte-americana por um curto prazo, até que ela pudesse competir com as estrangeiras;
- levantar receitas para cobrir as despesas do governo federal;
- levantar receitas para apoiar diretamente a industrialização mediante prêmios (subsídios).

### Subsídios à indústria
Hamilton argumentava que prêmios ou subsídios à indústria, os quais seriam financiados por fundos levantados por moderadas tarifas alfandegárias, seriam os melhores meios de expandir a industrialização sem diminuir a oferta ou elevar os preços dos bens. Tal estímulo mediante apoio direto tornariam os empreendimentos norte-americanos competitivos e independentes pela nação como um todo. Em parte os subsídios seriam empregados para:
- encorajar o espírito de empreendimento, inovação e invenção em toda a nação;
- apoiar a abertura de estradas e canais para estimular o comércio interno;
- desenvolver nos nascentes Estados Unidos um poder industrial independente do controle de poderes estrangeiros, assegurando-se em seus bens para o suprimento das necessidades domésticas, especialmente as de defesa.

## Adoção pelo Congresso
Boa parte do terceiro relatório de Hamilton foi finalmente adotada pelo Congresso dos Estados Unidos depois de sua leitura, a despeito da poderosa oposição contra o apoio à indústria mediante subsídios. Ambos os lados concordavam que a independência industrial era desejável e necessária, mas divergiam em como obtê-la. A principal objeção do Partido  Democrata-Republicano jeffersoniano ao subsídio era seu temor de que o subsídio levasse à corrupção e ao favorecimento de certas secções da nova nação sobre outras; nomeadamente o Norte sobre o Sul agrário. Este fator de divergência entre o Norte e o Sul agravar-se-ia mais e mais nas questões de política econômica até a eclosão da Guerra de Secessão
Em resposta, o Congresso adotou todas as recomendações do relatório, com exceção do subsídio à indústria; favorecendo a elevação das tarifas alfandegárias e as restrições à importação para estimular a industrialização (o que incidentalmente levou muitos industriais a mudar o apoio partidário dos federalistas para os republicanos, preocupados com a política de tarifas moderadas de Hamilton).

## Oposição ao Relatório
Os principais oponentes do programa econômico de Alexander Hamilton foram Thomas Jefferson (até os últimos anos) e James Madison que se opuseram à utilização de subsídios à indústria, juntamente com a maior parte do nascente Partido Democrata-Republicano. Em vez de subsídios, eles argumentavam em favor de altas tarifas e restrições sobre a importação para fazer crescer a industrialização; os quais interessantemente foram apoiados pelos industriais mesmos, que desejavam proteção de seu mercado doméstico. Ainda que a posição jeffersoniana originalmente apoiasse uma economia "agrária" de lavradores, isto mudou com o passar do tempo para incluir muitas das idéias originais de Hamilton.